# Монтегю, Пьер де
Пьер де Монтегю́(фр. Pierre de Montaigu; ум. 28 января 1232) — великий магистр ордена тамплиеров с 1219 года.

## Ранние годы
Пьер де Монтегю был близким другом Гильома де Шартра, это, видимо, стало залогом того, что после смерти последнего Монтегю был избран великим магистром ордена тамплиеров. Ранее он занимал должность магистра тамплиеров в Арагоне. Примерно в то же время великим магистром рыцарей-госпитальеров был Гарен де Монтегю — брат Пьера. Это объясняет тесную связь между двумя орденами в данный период.

## Военная карьера
Пьер де Монтегю принимал участие в Пятом крестовом походе и выступал против условий султана Египта при снятии осады Дамьетты. Его действия против мусульманских сил, действовавших против Иерусалима, были настолько эффективными, что они были вынуждены капитулировать. В обмен на снятие тамплиерами осады Дамьетты мусульмане отпустили пленных крестоносцев, отказались от нападения на Иерусалим и, что самое важное, вернули часть Святого Креста, захваченного ими в битве при Хаттине. Эти успехи, несмотря на то, что не имели долгосрочного значения, добавили Монтегю и ордену в целом известности.
Пьер де Монтегю умер в 1232 году от апоплексического удара.